# Rikidōzan
Mitsuhiro Momota (Japans: 百田 光浩, Momota Mitsuhiro) (Hamgyong, 14 november 1924 – Tokyo, 15 december 1963), was een Koreaans-Japans sumoworstelaar en professioneel worstelaar (ook gekend als catch-worstelen of puroresu in Japan) beter bekend onder het pseudoniem Rikidōzan. Zijn enorme populariteit in Japan maakte van hem een volksheld en van professioneel worstelen een immens populaire kijksport. In 1963 werd hij neergestoken door Katsuji Murata, een toenmalig lid van de Sumiyoshi yakuza-familie. Als gevolg stierf hij een week later aan een buikvliesontsteking. Op het hoogtepunt van zijn carrière kon men spreken van een waar cultureel fenomeen.

## Leven

#### Jeugd
Rikidōzan werd geboren op 14 november 1924 in Hamgyong, Korea onder de naam Kim Sin-rak. Na de dood van zijn vader emigreerde hij naar Japan en veranderde zijn naam naar die van zijn adoptiefamilie. Zo werd Kim Sin-rak uit Hamgyong plots Mitsuhiro Momota uit Nagasaki, voornamelijk om de toen sterke discriminatie tegen Koreanen in Japan te vermijden en succesvol een carrière in het sumoworstelen na te streven. Als debuterend sumoworstelaar kreeg hij de ringnaam Rikidōzan.
In 1950 zette hij een punt achter zijn sumocarrière met een uiteindelijk record van 135 gewonnen en 82 verloren matchen.

#### Carrière
Momota worstelde zijn eerste match in 1951, nog steeds onder de naam Rikidōzan en zonder enige verwijzing naar zijn oorspronkelijk Koreaanse komaf. Tijdens zijn matchen speelde hij de rol van de Japanner die het opnam tegen sterkere en grotere buitenlanders die op hun beurt de rol van slechterik op zich namen. De vooraf gefixeerde match-resultaten werden zo gepland dat het aanzien en de sympathie tegenover Rikidōzan zou groeien bij de fans. Dit speelde in op de naoorlogse situatie en Amerikaanse bezetting van Japan. Door het verslaan van buitenlander na buitenlander groeide Rikidōzan voor het Japanse publiek uit tot een ware nationale held. Een symbool waar men kon naar opkijken na de zware tegenslagen tijdens de Tweede Wereldoorlog en alle gevolgen hiervan. Zijn eigen emigratie hield hij altijd zo dicht mogelijk bij de borst en voor velen fans kwam het dan ook als een schok toen na zijn dood bleek dat hun favoriete Japanner eigenlijk niet in Japan geboren was.
Tijdens zijn carrière won hij verschillende kampioenschappen maar zijn bekendste overwinningen waren tegen de Amerikaan Lou Thesz. Op 10 oktober 1957 hadden zij een 61 minuten durende match die eindigde in een gelijkstand. Deze werd op tv uitgezonden en is nog steeds de meest bekeken match in de Japanse televisiegeschiedenis. Het vervolg kwam op 27 augustus 1958, toen Rikidōzan de Amerikaan eindelijk kon verslaan voor zijn prestigieuze titel.
Rikidōzan was meest actief tussen 1950 en 1960, de periode waarin de televisie voor het eerst verspreid geraakte in Japan. Gedurende deze tijd was een televisiescherm nog steeds een luxeproduct en zeker niet aanwezig in elk Japans huishouden. Televisiestations zoals NTV installeerde daarom schermen op drukke publieke plaatsen om interesse te wekken bij het gewone volk en meer te kunnen verdienen aan advertenties. Al snel werden dit drukbezochte plekken waar men vooral samenkwam om te kijken naar sport en worstel evenementen. De uitzendingen met Rikidōzan lokten het meest volk van allemaal dankzij de simplistische voorstelling van het genre. Worstelen was makkelijker te volgen dan de meeste sporten wanneer men met duizenden rond een klein scherm moest dringen en bevatte een hoop drama. Ook konden de collectieve frustraties van het Japanse volk omtrent de Amerikaanse bezitting en de toestand waarin men verkeerde via Rikidōzan uitgeleefd worden. De immense populariteit van deze straatvertoningen leidde tot een sterkere televisiecultuur en maakte van professioneel worstelen een rage.

#### Dood
Rikidōzan stierf op 15 december 1963 als gevolg van een steekpartij op 8 december in een nachtclub in Tokyo. De dader, Katsuji Murata, was lid van de Sumiyoshi yakuza-familie en stak Rikidōzan met een mes dat ondergedompeld was in urine. Een week later stierf Rikidōzan aan een onbehandelde buikvliesontsteking. Het is onzeker waarom de wonde niet beter behandeld werd. Katsuji Murata werd opgepakt en spendeerde 7 jaar in de gevangenis.

## Invloed
Rikidōzan was de oprichter van de Japan Pro Wrestling Alliance, de eerste puur Japanse worstelfederatie en wordt daarom ook wel de “Vader van het puroresu” genoemd. Dit is een Japanse stijl van worstelen die realistischer en harder lijkt en enkel kon ontstaan dankzij een actieve lokale worstelscene. Ondertussen zijn er in Japan tientallen federaties actief maar velen zien hem nog steeds als aan de grondslag liggende.
Hij is ook verantwoordelijk geweest voor het trainen van een hele generatie Japanse worstelaars die op hun beurt immens invloedrijk waren. Onder meer worstellegendes als Antonio Inoki en "Giant" Baba studeerden onder hem.
Rikidōzan was gekend bij het algemene publiek en hij verscheen ook in verschillende films als zichzelf.
In 2004 verscheen Yeokdosan. Deze Zuid-Koreaanse-Japanse film stelt op gedramatiseerde wijze het levensverhaal van Mitsuhiro Momota voor.